# كيفن ماسون
كيفن ماسون (بالإنجليزية: Kevin Mason)‏ هو لاعب كرة قدم أمريكية ولاعب كرة القدم الكندية أمريكي، ولد في 25 سبتمبر 1972 في بوفالو في الولايات المتحدة.

## وصلات خارجية
- كيفن ماسون على موقع JustSportsStats.com (الإنجليزية)
- كيفن ماسون على موقع كلية كرة القدم في سبورتس رفرنس.كوم (الإنجليزية)